# Casquet de plat
El casquet de plat era un tipus específic de casquet militar de tropa amb forma de gorra de plat, però sense visera, similar al casquet de mariner. Fou lligadura característica dels exèrcits rus i prussià (i, després, alemany) i tingué una presència efímera al francès i al britànic.

## Rússia: lafurajkasense visera

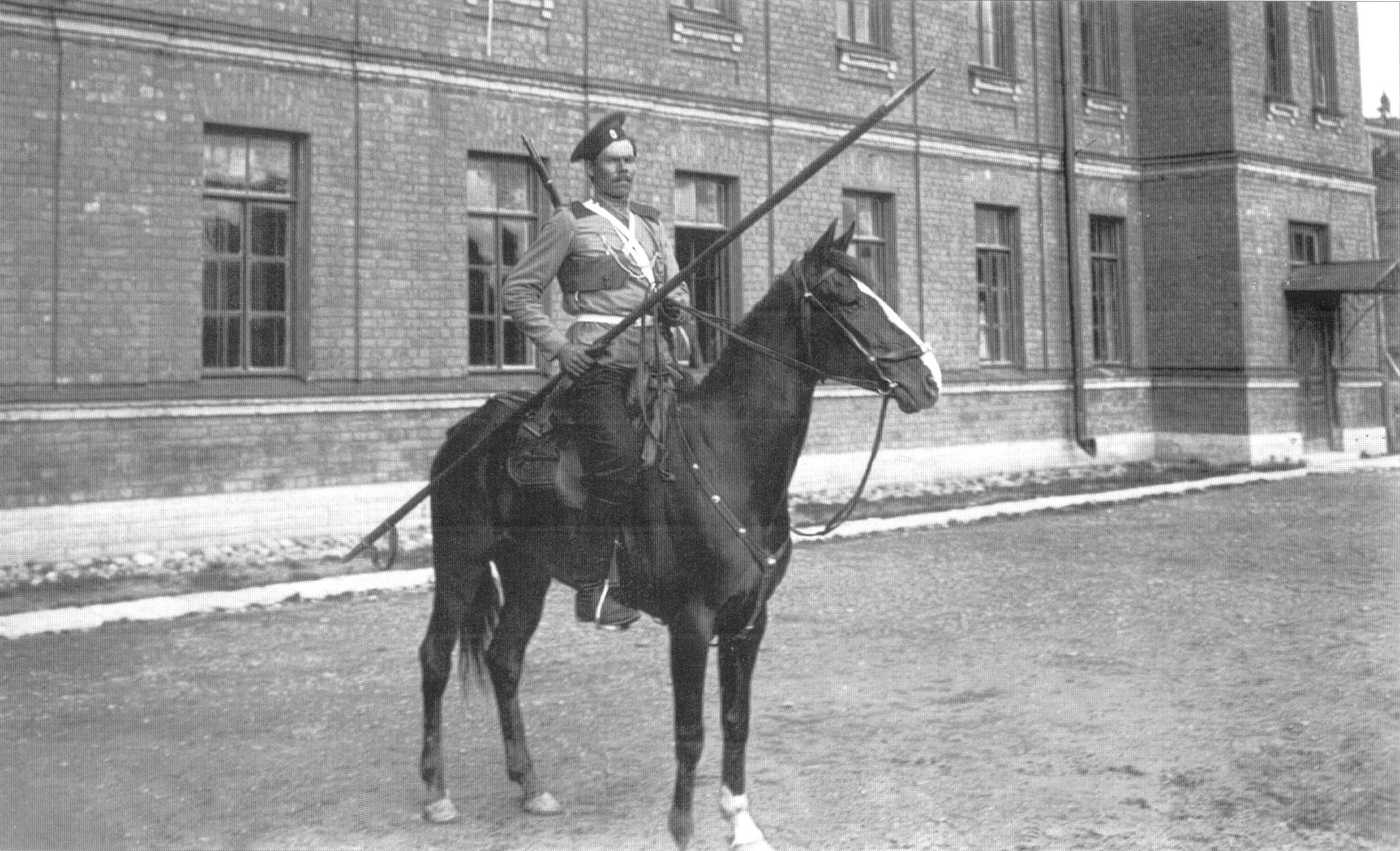
Cosac amb casquet de plat (furajka) vers 1905

El casquet de plat nasqué a Rússia, com a lligadura de caserna per a la tropa, el 1796, per a algunes unitats; el 1811 s'estengué a la tropa de tot l'exèrcit (en el color verd tradicional de l'uniforme rus). A l'exèrcit rus es considerava una forma de furajka (gorra de plat), tot i que no duia visera. Des del 1881 aquesta lligadura de diari de la tropa passà a ésser també de campanya, sempre sota el nom de furajka, i alhora passà a tenir versions de gorra (amb visera) i de casquet (sense), fins que la primera s'imposà com a exclusiva el 1907, amb la corresponent extinció del casquet de plat rus.
L'ús coetani del casquet de plat per part de la marineria russa donaria origen al casquet de mariner.

## Prússia i Alemanya: elKrätzchen
El Krätzchen  (terme alemany) tenia com a funció cofar la tropa quan no es duia xacó o, més endavant, casc (successivament, casc de punta i casc d'acer). El nom de Krätzchen era col·loquial; la denominació oficial fou sempre Feldmütze.

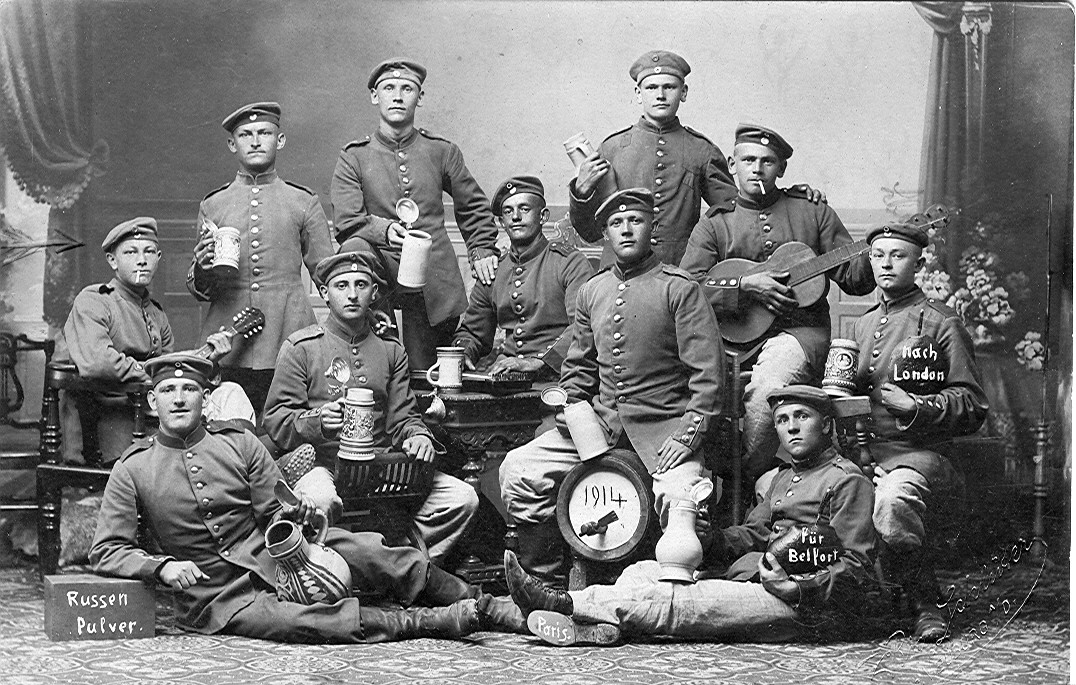
Grup de soldats alemanys (1914) amb casquet de plat (Krätzchen)

El Krätzchen fou instituït per l'exèrcit prussià el 1808 en substitució del casquet de caserna; llavors el plat tenia una alçada considerable. El 1867 l'alçada fou reduïda dràsticament, amb la qual cosa aquesta lligadura adoptà l'aspecte que esdevindria clàssic.
En formar-se arran de la unificació (1871), l'exèrcit imperial alemany assumí la tradició militar prussiana, i, amb aquesta, el Krätzchen per a la tropa.
Des del 1822 el plat del Krätzchen era del color de la peça de tronc (casaca, després guerrera), que fou el blau marí (dunkelblau) de Prússia fins a l'adopció del feldgrau el 1907; la banda (part cònica) era del color de l'arma o cos (per exemple, vermell per a la infanteria de línia); també s'hi duien vius de color. Al frontal de la banda es duia l'escarapel·la (Kokarde) de l'Estat respectiu (ús engegat per Prússia el 1867); el 1897 s'hi afegí per a tots els estats l'escarapel·la imperial, duta al front del plat.
Tradicionalment, els sergents i altres sotsoficials duien Krätzchen com la tropa; però el 1873 s'ordenà que passessin a la gorra de plat (Schirmmütze) que ja era tradicional entre els oficials, amb la qual cosa el Krätzchen esdevingué privatiu de soldats i caporals. De fet, la tropa podia usar Krätzchen amb visera (és a dir, podia dur Schirmmütze), però calia adquirir-lo privadament, per la qual cosa la majoria de soldats i caporals es conformava amb el Krätzchen de dotació.
El 1919, la jove República de Weimar abolí el Krätzchen, que substituí per una gorra de plat similar a la dels oficials, però de plat tou (al seu torn, aquesta lligadura seria substituïda per un nou casquet de caserna el 1934, ja sota el règim de Hitler).

## França: elpokalem
El pokalem (a voltes anomenat polakem) fou un casquet de plat adoptat per l'exèrcit imperial francès el 1812 en substitució del casquet de caserna. Tenia el plat força ample i molt pla, la banda bastant alta i una orellera desplegable. Poc usat en la pràctica (llevat dels nous reclutes), el pokalem fou una innovació efímera i impopular: la tropa el considerava antiestètic i es mantingué fidel al casquet de caserna tradicional tant com pogué. 

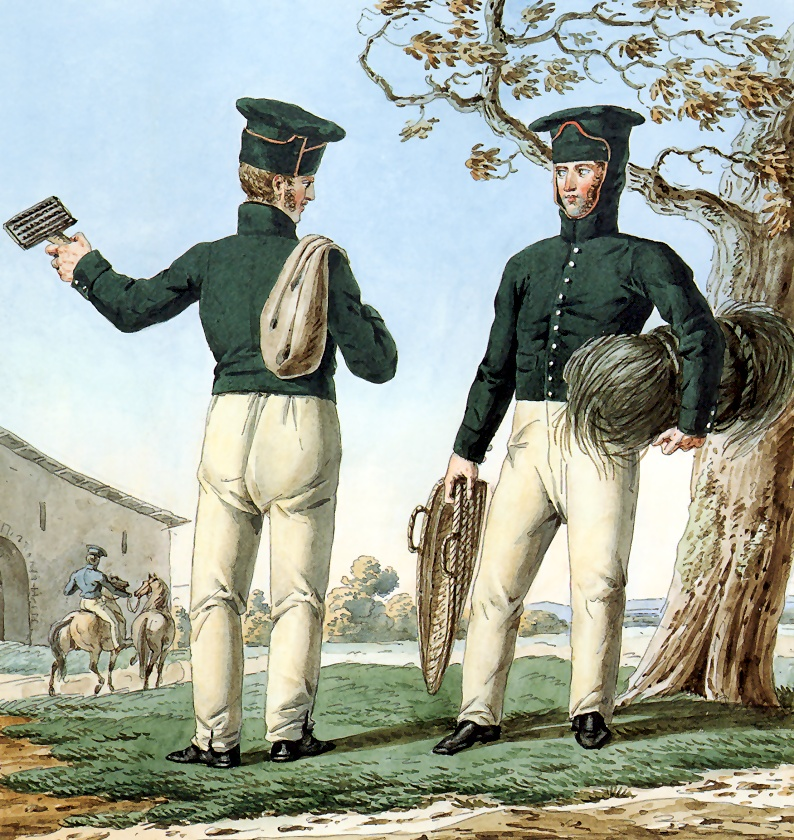
Dragons de la Grande Armée (1812) amb casquet de plat (pokalem)

## Regne Unit: el casquet Brodrick
Un altre ús efímer del casquet de plat es donà a l'exèrcit britànic; es tractà del casquet Brodrick (Brodrick cap). Creat el 1900 per a les unitats de la Guàrdia, el 1901 fou estès a tot l'exèrcit (llevat dels regiments escocesos) en substitució del casquet de caserna; de manera que en 1902-1905 aquest casquet, tot i ésser blau marí, fou, de fet, la lligadura duta per la tropa amb l'uniforme caqui model 1902. Tot i ésser molt pla, el plat del Brodrick s'alçava lleugerament al front; la pat cònica estava coberta per una orellera perimetral que al front s'obria per a mostrar un sector vermell on es fixava l'emblema de la unitat. Els soldats detestaven el Brodrick per ridícul; segons deien, els feia "semblar una colla de fastigosos mariners alemanys". El 1905 el casquet Brodrick fou substituït per una gorra de plat de disseny anàleg a la d'oficial de 1902.